# Nicola Bianchi
Nicola Bianchi (Sassari, 26 aprile 1980) è un politico italiano.

## Biografia
Originario di Sennori, dove ha sempre vissuto dalla nascita, è costretto ad interrompere gli studi universitari a Pisa per motivi di salute.
Opera nel campo dell'informatica. Nel 2006 si candida alle elezioni amministrazione del Comune di Sennori nella lista civica orientata al centrodestra chiamata "Nuovo Progetto Sennori" che sostiene il candidato sindaco Antonio Canu. La lista vince le elezioni e Nicola Bianchi ottiene 81 preferenze ma non viene eletto consigliere comunale.
Si avvicina al Movimento 5 Stelle nel 2010, nel 2011 si candida a Sindaco nel suo paese, Sennori, diventando, grazie ai 745 voti raccolti dai consiglieri della lista, il primo consigliere comunale - seppur di opposizione - del M5S in Sardegna.
Come d'accordi presi in campagna elettorale dopo poco più di un anno lascia la carica da consigliere comunale, nell'estate del 2012, al primo dei non eletti del Movimento. 
Oltre la politica, è appassionato di musica, suona la chitarra con il suo gruppo, I Baduli, dal 2017 entra a far parte dei Nuova Guardia, Tribute band Litfiba, diventati poi Anistema. Ha anche aperto il comizio di Beppe Grillo a Sassari per le elezioni politiche del 2013.
Nel 2021 è stato candidato sindaco di Sennori per una lista civica, ma è stato sconfitto al primo turno da Nicola Sassu, che ha ottenuto il 53,7% a fronte del 46,3% dell'ex deputato.